# Jean Bottéro
(Giovanni Bergamini, prefazione a Jean Bottéro, Uomini e Dèi della Mesopotamia, 1989)
Jean Bottéro (Vallauris, 30 agosto 1914 – Gif-sur-Yvette, 15 dicembre 2007) è stato uno storico e orientalista francese, primo traduttore del Codice di Hammurabi.
Di origini modeste, da genitori figli di emigrati piemontesi, nasce a Vallauris, nelle Alpi Marittime il 30 agosto del 1914. Benché suo padre sia un vasaio, dato lo scoppio della prima guerra mondiale viene mobilitato, non facendo ritorno a casa per diversi anni. Dopo aver compiuto dieci anni viene accettato nel seminario domenicano di Nizza, venendo così iniziato allo studio delle lingue antiche, come il latino e il greco antico; nel 1932 completa il noviziato e il giorno di Natale viene ordinato sacerdote. Desidera recarsi in Palestina per completare i suoi studi, e comincia ad imparare la lingua tedesca e poco dopo anche l'ebraico. Ma l'inizio del secondo conflitto mondiale annullerà il suo viaggio in Terra Santa.
Comincia ad insegnare Filosofia Greca a Saint-Maximin, ma dopo essersi rifiutato di accettare la storicità del peccato originale, viene sospeso. Dopo aver studiato anche la lingua accadica, con l'aiuto di René Labat, filologo all'École Pratique des Hautes Études a Parigi, riesce a decifrare completamente il Codice di Hammurabi. Labat lo invita a lavorare come ricentatore presso il Centre National de la Recherche Scientifique, dove svolge ricerche dal 1947 al 1958.
Intanto nel 1950 torna ad essere laico, e André Parrot lo invita a Mari, dove scopre il mondo meraviglioso dell'Iraq e riuscendo così a viaggiare nel Vicino Oriente. Tornato in Francia, riceve l'incarico di svolgere alcuni corsi di accadico alla scuola del Louvre, e dal 1958 ricopre la seconda cattedra di Storia e Filologia Orientale presso École Pratique des Hautes Études a Parigi.
Ha scritto numerosi libri per la casa editrice francese Gallimard, fra cui La nascita di Dio, La Bibbia e lo storico, Mesopotamia. La scrittura, la ragione e gli dei, oltre ad una traduzione dell'epopea di Gilgamesh, ed insieme a Samuel Noah Kramer ha scritto la celebre opera Lorsque les dieux faisaient l'homme. Mythologie mésopotamienne (1989), tradotto tre anni dopo in Italia da Einaudi con il titolo Uomini e Dèi della Mesopotamia.

## Edizioni italiane
- La religione babilonese, Collana Le piccole storie illustrate n.79, Firenze, Sansoni, 1961.
- Jean Bottéro e Samuel Noah Kramer, Uomini e dèi della Mesopotamia, a cura e con un'introduzione di Giovanni Bergamini, trad. Alessandro Cellerino e Michele Ruffa, Collana i millenni, Torino, Einaudi, 1992, ISBN 978-88-06-12737-4.
- Nascita di Dio. La Bibbia e lo storico, Collana Saggi storia, Milano, Ponte alle Grazie, 1993, ISBN 978-88-7928-164-5.
- Jean Bottéro e Marie-Joseph Stève, La Mesopotamia: dalla scrittura all'archeologia, collana «Universale Electa/Gallimard●Storia e civiltà», traduzione di Antonella Stefanelli, (nº 52), Milano, Electa/Gallimard, 1994, ISBN 978-88-445-0065-8.
- Dai Sumeri ai Babilonesi: i popoli della Mesopotamia, collana «Universale Electa/Gallimard●Storia e civiltà», traduzione di Claudia Matthiae, (nº 77), Milano, Electa/Gallimard, 1996, ISBN 978-88-445-0098-6.
- Mesopotamia. La scrittura, la mentalità e gli dei, traduzione di C. Matthiae, Collana Saggi n.744, Torino, Einaudi, 1997 [1991], ISBN 978-88-06-12264-5.
- Jean Bottéro, Marc-Alain Ouaknin e Joseph Moingt, La più bella storia di Dio, Collana Saggi, Milano, Mondadori, 1998, ISBN 978-88-04-43777-2.
- La cucina più antica del mondo, Collana Tarka, Orme Editori, 2015, ISBN 978-88-6710-105-4.